# Kotojärvi (sjö i Nyland)
Kotojärvi är en sjö i Borgnäs kommun i Finland.   Den ligger i landskapet Nyland, i den södra delen av landet, 40 km nordost om huvudstaden Helsingfors. Kotojärvi ligger 24,2 meter över havet. Arean är 1,4 kvadratkilometer och strandlinjen är 9,4 kilometer lång. Sjön  ingår i Svartsåns huvudavrinningsområde.   I omgivningarna runt Kotojärvi växer i huvudsak blandskog. Den sträcker sig 1,4 kilometer i nord-sydlig riktning, och 2,3 kilometer i öst-västlig riktning. Ön Kotojärvensaari ligger i Kotojärvi.